# Гумер Тулумбай
Гумер Тулумбай (Тулумбайский) (настоящие имя и фамилия — Габдулхак Залялетдинович Шагиахметов) (14 апреля 1900, дер. Адав-Тулымбай (Адав-Тулумбаево) Рунгинской волости Буинского уезда Симбирской губернии (ныне Буинского района Татарстана)—16 июня 1939) — татарский советский писатель, редактор, литературный критик, литературовед, фольклорист. Педагог, профессор.

## Биография
В 1912 окончил Буинское медресе. В феврале 1917 находится в Петрограде. Вернувшись на родину, принимал участие в борьбе местных крестьян против помещиков. С 1918 г. учительствовал в родной деревне.
Участник Гражданской войны. Добровольцем вступил в ряды Красной Армии. После войны — активный сотрудник периодической печати Казани, в первую очередь, журнала «Безнең юл». Печатал статьи и художественные произведения агитационного характера.
Один из руководителей татарских литературных организаций в 1920-е годы.
В 1924—1927 гг. Г. Тулумбай учился в Татарском коммунистическом университете, работал заместителем редактора издательства «Гажур», затем редактором газеты «Крестьянин», вёл научную работу в Восточном педагогическом институте в Казани.
В 1934 гг. окончил Литературный институт в Москве. Позже, преподавал в педагогическом институте Казани (ныне Татарский государственный гуманитарно-педагогический университет), заведовал редакцией художественной литературы Татарского книжного издательства.
В 1939 году был репрессирован . Посмертно реабилитирован.

## Творчество
Дебютировал в 1918 году, как поэт. В начале своего творчества находился под влиянием литературных течений, характерных для начального этапа развития советской литературы.
За время литературно-творческой деятельности писатель издал 30 книг: сборники рассказов, очерков, зарисовок, стихов, публицистических и критических статей, исследований по вопросам литературы. Основная тема произведений: татарская деревня, жизнь крестьян, их борьба за свободу и землю.
Собирал фольклор. В 1936 опубликовал записанные им народные сказки «Бедняк и Юха-оборотень», «Хитроумная девушка, сын разорившегося бая и мулла», «Рыбак и Ифрит», «Храбрый джигит» и др.